# فرهنگ رشیدی
فرهنگ رشیدی، یکی از فرهنگ‌های فارسی که دو سال پس از تألیف برهان قاطع، در سال ۱۰۶۴ (قمری) توسط  عبد الرشید بن عبد الغفور حسینی مدنی تتوی که به دربار اورنگ زیب پادشاه هند انتساب داشته، تألیف شده‌است.

## خلاصه ابتدای کتاب
... چنین گوید معترف به عجز و قصور - و مغترف از مشرب اهل هوش و ارباب شعور - عبدالرشید بن عبدالغفور، الحسینی المدنی التتوی که چون فرهنگ جهانگیری و سروری مطالعه افتاد جامعترین آن دو فرهنگ‌ها دید. اما مشتمل بودند بر امری چند که احتزاز و اجتناب از آن لازم و متحتم گردید. اول آنکه مؤلفان آن دو فرهنگ در حل لغات اطناب کرده‌اند به ایراد عبارات مکرره بی‌حاصل - و اشعار متکثره لاطائل. دوم آنکه در بعضی لغات تصحیح لفظ و توضیح اعراب و تنفیح معانی چنان‌که باید نکرده‌اند. سوم آنکه بعضی لغات به تصحیفات خوانده و لغات متعدده پنداشته چند تا ذکر کرده‌اند. مثلاً بعضی کلمات به بای تازی و فارسی و به تا و نون - خوانده چهار جا ذکر کرده‌اند؛ و بعضی را به کاف تازی و فارسی - و بعضی را به سین و شین - و بعضی را به زای تازی و فارسی و رای مهمله خوانده و این در نسخه سروری بیشتر است و در جهانگیری کمتر؛ و سوای این نیز سهو و غلط است که در بیان لغات معلوم شود؛ و عجبتر آنکه در بعضی لغات میان کاف و لام و میان واو و را و مانند آن حروف که اشتباه در آن بعدی دارد اشتباه نموده‌اند. مثلاً در نسخه سوری در لغت «گراز» گفته که مرضی است - حال آنکه بدین معنی «کزاز» به ضم کاف تازی و هر دو زای معجمه‌است، و نیز گفته که به معنی کوزه ایست که تنگ نیز گویند - حال آنکه بدین معنی کراز به ضم کاف تازی و رای مهمله‌است...
گشت تاریخ وی از روی قبول

باد فرهنگ رشیدی مقبول
امید از ژرف نگهان و شگرفان صاحب نظر، آنست که اگر سهوی و خطایی در آن رفته - بذیل عفو اغماض بپوشند - در تشنیع و تعریض نکوشند؛ و این کتاب مشتمل است بر یک مقدمه و چند باب و خاتمه...